# Gaetano Cicognani
Gaetano Cicognani, italijanski rimskokatoliški duhovnik, škof in kardinal, * 26. november 1881, Brisighella, † 5. februar 1962.

## Življenjepis
Septembra 1904 je prejel duhovniško posvečenje.
11. januarja 1925 je bil imenovan za naslovnega nadškofa Ankire in za apostolskega nuncija v Boliviji; 1. februarja istega leta je prejel škofovsko posvečenje.
15. junija 1928 je postal apostolski nuncij v Peruju, 13. junija 1935 apostolski nuncij v Avstriji in 16. maj 1938 apostolski nuncij v Španiji.
12. januarja 1953 je bil povzdignjen v kardinala in imenovan za kardinal-duhovnika S. Cecilia. 7. decembra istega leta je postal prefekt Kongregacije za obrede.
18. novembra 1954 je postal prefekt Apostolske signature in 14. decembra 1959 kardinal-škof Frascatija.